# Лукас, Айаба
Айаба Чо Лукас (род. 25 августа 1972, Северо-западный регион Камеруна) — амбазонский политический активист. Является лидером сепаратистской организации «Управляющий совет Амбазонии» и генеральным секретарём организации «Молодёжная лига Южного Камеруна».

## Биография
Лукас обучался в университете Буэа, однако был исключён из-за организации протестов против поднятия платы за обучение, в последствии был в изгнании из Камеруна. По итогу он обосновался в Норвегии, где продвигал свои идеи в Норвежском университете наук о жизни. В январе 2017 года на Лукаса была совершена попытка покушения.

### Англоязычный кризис
Как лидер управляющего совета Амбазонии он участвовал в формировании сил самообороны Амбазонии а также в организации первой партизанской операции, ставшей так же первым вооружённым столкновением сил Амбазонии и Камеруна во время Англоязычного кризиса в Камеруне.